# Quetzalcóatl

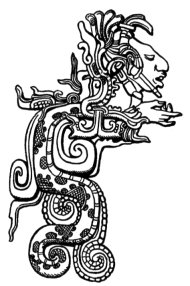
Representació maia de Kukulkan o Quetzalcóatl

Quetzalcóatl o Quetzalcoat (Ketsalkoatl en nàhuatl modern, que significa "serp emplomallada") és el nom nahua de la deïtat de la Mesoamèrica antiga, un dels déus de la civilització asteca principalment.

## Adoració
El nom "Quetzalcóatl", literalment, significa «serpent amb plomes de quetzal» (la qual cosa vol dir que és apreciat) en la llengua nàhuatl. Els maies el coneixien com a Kukulkan, i els quitxés com a Gukumatz.Aquesta deïtat fou molt important per a l'art i la religió de gairebé tot Mesoamèrica durant 2.000 anys, des del període preclàssic fins a la conquesta espanyola. Les civilitzacions olmeca, la mixtéca, la tultéca, l'asteca i la maia adoraven la serp emplomallada. L'adoració de Quetzalcóatl incloïa sacrificis animals, i en altres tradicions es deia que Quetzalcóatl s'oposava als sacrificis humans, a diferència d'altres déus dels asteques (sobretot, Tezcatlipoca i Huitzilopochtli).

### Quetzalcóatl com «Tezcatlipōcablanc»
Els tolteques tenien un sistema dual de creences. L'oposat a Quetzalcóatl era Tezcatlipoca. Els asteques van adoptar la cultura dels tultéques, tot i que van fer-los bessons, oposats però iguals; Quetzalcóatl, fins i tot, va ser conegut com a Tezcatlipoca blanc, contrastant amb el Tezcatlipoca negre. Ambdós junts van crear el món.

## Llegendes
Les llegendes amb Quetzalcóatl són moltes. Les diverses llegendes expliquen històries molt diferents; algunes llegendes diuen que era contrari als sacrificis humans, d'altres diuen que hi estava a favor i, tot i això, hi ha històries en què és l'amic i d'altres en què és l'enemic de Tezcatlipoca.

### Llegenda de Cipactli
En aquestes llegendes, Quetzalcóatl i Tezcatlipoca són aliats. Bé, van decidir unir les seves forces per a ser capaços de crear un món hospitalari per als éssers humans. Però van partir des de zero. Després, van ser els únics en l'univers, els seus germans, el mar i un monstre anomenat Cipactli, que era malvat i salvatge, però era l'únic que tenien disponible Tezcatlipōca i Quetzalcóatl. Els dos es van llançar sobre el monstre en un intent de matar-lo, però va ser molt difícil. El monstre, en veure'ls, es va enfadar i es va menjar un peu a Tezcatlipoca. El peu de Tezcatlipoca va ser reemplaçat amb un mirall (Tezcatlipoca significa "Espill Ardent", en referència a aquest fet), però la batalla no havia acabat encara. Tezcatlipoca estava tan enfadat que va partir per la meitat el cos de Cipactli. Quetzalcóatl va utilitzar una meitat per crear la terra i un altre mig per crear el cel. Per això Cipactli plorà i Quetzalcoatl se'n va apiadar, va convertir els ulls de Cipactli en fonts, el nas en coves i cada part del seu cos en un element de la natura.

### Llegenda del Cinquè Sol
Després del sacrifici de Nanahuatl va sortir el sol, però no es podia moure. Els déus estaven preocupats: com podrien viure els humans si no hi havia distinció entre el dia i la nit? Només hi havia un camí: els déus havien de morir. El Sol va demanar que els déus se sacrifiquessin per Quetzalcóatl, perquè la sang dels déus podria alimentar el sol. Quetzalcóatl no va voler, però no va poder fer res més que rendir-se. Quetzalcóatl va haver de sacrificar tots els seus germans, amics, enemics i amants (tots els déus) només perquè el sol es pogués moure. Estava tan afligit que va decidir deixar Mèxic, però prometé de tornar.

### Llegenda del rei Quetzalcóatl
La seva popularitat ve del fet que era estimat pel poble i hi va posar gelós Tezcatlipoca, el seu germà. Tezcatlipoca va decidir fer caure en el pecat Quetzalcóatl per ocupar el seu lloc. Un dia, per tant, li va dir: «T'aconsello que beguis “pulque” d'atzavara; així encara seràs més bell». Quetzalcóatl no s'imaginava que el seu germà ni tan sols podia mentir, i després de beure pulque es va emborratxar. Durant la intoxicació, Quetzalcoatl es va enamorar de Quetzalpetlatzin, però quan va desvetllar-se, els caps d'estat estaven furiosos. Quetzalcóatl va ser condemnat a mort. Ell va acceptar i el van tancar en una caixa. Allà no va morir; després el van tirar al foc. I el seu cor era Venus, l'estel de l'alba, i va morir. Però Xólotl, que encara era al costat de Quetzalcóatl, va anar a Mictlan (l'inframón) per prendre l'ànima de Quetzalcoatl per a ressuscitar-lo. Quetzalcoatl no podia quedar-se a Mèxic (com assenyala Tezcatlipoca), és per això que se n'anà a una altra ciutat, on va romandre fins a la seva mort. Va viure 52 anys, o un cicle sencer de temps.